# Cochranella phryxa
Cochranella phryxa é uma espécie de anfíbio anuro da família Centrolenidae. Está presente na Bolívia. A UICN classificou-a como deficiente de dados.